# جيسكا نيكول
جيسكا نيكول (بالإنجليزية: Jasika Nicole)‏ هي ممثلة أمريكية، ولدت في 10 أبريل 1980 ببرمنغهام في الولايات المتحدة.

## أعمال

### أفلام
- (2006) أرقص معي[3]

### مسلسلات
- الطبيب الجيد
- فرينج
- فضيحة[4]

## وصلات خارجية
- جيسكا نيكول على موقع IMDb (الإنجليزية)
- جيسكا نيكول على موقع روتن توميتوز (الإنجليزية)
- جيسكا نيكول على موقع ألو سيني (الفرنسية)
- جيسكا نيكول على موقع أول موفي (الإنجليزية)
- جيسكا نيكول على موقع قاعدة بيانات الأفلام السويدية (السويدية)
- جيسكا نيكول على موقع قاعدة بيانات الفيلم (الإنجليزية)
- جيسكا نيكول على موقع كينوبويسك (الروسية)